# Antonio Sagardía Ramos
Antonio Sagardía Ramos (Saragossa, 5 de gener de 1880 - Madrid, 16 de gener de 1962) va ser un militar espanyol que va destacar durant la guerra civil espanyola. Per les massacres comeses per la columna sota el seu comandament al Pallars Sobirà, Sagardía és sovint conegut com el "Carnisser del Pallars".

## Biografia
Va néixer a la capital aragonesa, en el si d'una família basc-navarresa. Es va unir a l'Exèrcit des de molt jove i ja en 1921 va ascendir al rang de coronel. Després de la proclamació de la Segona República es va acollir a la Llei Azaña i es va retirar de l'Exèrcit. Després de l'inici de la Guerra civil va ser cridat pel general cap dels revoltats Emilio Mola per tornar-se a enrolar a l'Exèrcit. Immediatament es posa al comandament d'una unitat de voluntaris falangistes amb la qual intervé en la conquesta de Guipúscoa.
En els mesos d'agost i setembre de 1937, va participar en la batalla de Santander al capdavant de l'anomenada "Columna Sagardía", exercint una dura repressió contra els civils i soldats del bàndol republicà que va incloure nombroses execucions extrajudicials. Després de la caiguda del Front Nord la seva antiga columna va ser reorganitzada com la 62a Divisió del Cos d'Exèrcit de Navarra, al capdavant de la qual va prendre part en l'Ofensiva d'Aragó. L'abril del 1938 les tropes de Sagardía es trobaven desplegades al Front del Segre, en el que el mateix Sagardía havia assenyalat com una conquesta fàcil i sense haver trobat amb prou feines resistència. Però davant unes baixes sofertes per la seva columna després d'un atac republicà, va comentar: "Afusellaré deu catalans per cada home mort de la meva guàrdia."
Durant el mes de maig següent van tenir lloc una sèrie d'execucions extrajudicials que van assolar a la comarca de Pallars Sobirà i que es van saldar amb 72 persones afusellades, dels quals bona part d'ells eren dones, ancians i nens.
Vers el 15 d’abril de 1938, la 62 Divisió del Cos de l’Exèrcit de Navarra, comanada per Sagardía, va arribar al Esterri d’Àneu. El quarter general de la divisió va quedar establert a Sort. El mateix dia 15 es produïren els primers assassinats de població civil. A Àrreu fou assassinat un home i tres més al prat de Giranto de València d’Àneu. El dia 16, un carrabiner era executat a la Mare de Déu de les Ares. El dia 18 eren assassinades 11 persones dels pobles de Borén i Isavarre al prat del Fuster de Sorpe. El mateix dia, al prat de Gori, proper a Llavorsí, 6 persones més eren assassinades. El dia 14 de maig, 19 persones, de les poblacions d’Escaló i Rialp, eren executades al cementiri de Montarditi a la Guixera de Sort. El dia 18, l’antic president del comitè de Rialp va ser capturat i mort en un prat proper al pont de pedra d’aquesta població. El 25 de maig, 9 persones eren assassinades a l’indret anomenat l’Enraiador, proper a l’Hostal d’Aidí. El dia següent, 7 persones més foren mortes al prat del Coixet d’Estaron. El dia 29, un home era afusellat al prat de la Casilla de la Guingueta d’Àneu. El 13 de juliol, 2 persones eren assassinades al prat del Rector, prop del túnel del Cargol.

La matinada del 4 de novembre, els soldats que feien guàrdia al pont de la Bastida van ser atacats per forces republicanes. Fou aleshores que Sagardía pronuncià la frase :
Fusilaré a diez catalanes por cada hombre muerto de mi guardia
L’endemà d’aquests fets, 11 persones eren executades per les tropes franquistes a la Molina de Josepet, a Rialp. El general Sagardía fou responsable de la mort d’aquestes 72 persones, tots ells civils capturats, desarmats, que van perdre la vida al Pallars Sobirà, com a conseqüència de la violència repressiva exercida per les tropes feixistes l’any 1938.
El gener de 1939, Sagardía va participar en la campanya de Catalunya. Unes setmanes més tard participava en l'anomenada "Ofensiva final", i el 30 de març entrava a Alcalá d'Henares al capdavant de la seva unitat.
Després de la contesa fou nomenat Inspector general de la nova Policia Armada, i en aquesta qualitat va formar part de la comitiva que va visitar l'Alemanya nazi al setembre de 1940. Al mes següent va ser una de les personalitats que va rebre Heinrich Himmler a Sant Sebastià, durant la visita a Espanya que va realitzar el jerarca nazi.
Posteriorment va exercir com a Governador militar de Cartagena.
Entre 1966 i 2009 existí un carrer al municipi càntabre de Santoña amb el nom de «carrer del general Sagardía», que fou substituït per «carrer del Cantal» (del castellà "cantizal", que vol dir tartera), en aplicació de la llei de Memòria Històrica de 2007. No obstant, encara existeix el Monument a la Columna Sagardía, al municipi d'Alfoz de Bricia, a la província de Burgos, ret homenatge a l'acció militar perpetrada pel general a Cantàbria.

## Obres escrites
- Del Alto Ebro a las fuentes del Llobregat. Treinta y dos meses de guerra de la 62 División (1940).